# Cừu Merino Nam Phi

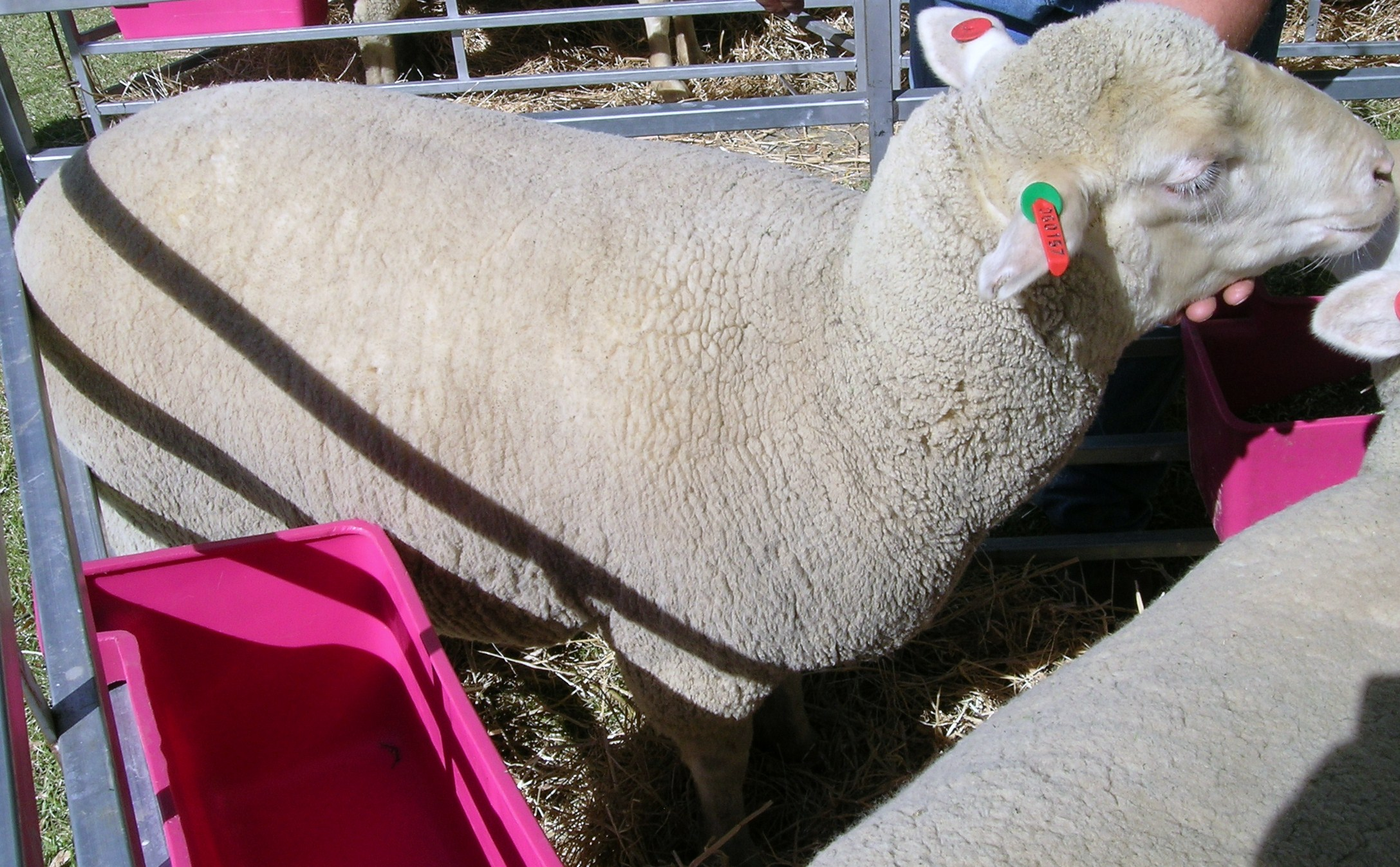
Một con cừu SAMM

Cừu lấy thịt Merino Nam Phi (tên tiếng Anh: South African Meat Merino hay viết tắt là SAMM) là một giống cừu lấy thịt cừu hoặc len có nguồn gốc ở Nam Phi, nhưng hiện nay đã tìm thấy trên khắp thế giới. Đây là một giống cừu kiêm dụng cho thịt, sữa và len nhưng thiên về hướng thịt.

## Lịch sử
Các con cừu SAMM có nguồn gốc từ giống cừu Đức Merino Fleisch Scharf nhập khẩu vào Nam Phi từ châu Âu vào năm 1932, để nâng cao chất lượng của len và thịt từ cừu ở Nam Phi. Cừu Deutsche Fleisch Merino là một con chiên hướng thịt phổ biến ở Đức, Áo và Ba Lan. Ở Nam Phi, tên Đức đã được dịch sang tiếng Afrikaans như Duitse Vleis Merino và sau đó sang tiếng Anh là "cừu Merino Đức". Các giống ở Nam Phi đã được công nhận là giống riêng biệt trong năm 1971 khi tên đã được thay đổi đến cừu thịt Merino Nam Phi.
Trong đánh giá SAMMs trọng tâm là về liên quan đến sản xuất thịt, 60%, và không phải trên len của động vật (40%). SAMM rams đã gần như hoàn toàn thay thế giống của Anh như con đực đầu cuối trong vùng khắc nghiệt của Nam Phi, nơi chúng có nhiều khả năng thích nghi hơn so với các giống cũ. Chúng lần đầu tiên được nhập khẩu vào Australia vào năm 1996. Cũng trong năm 1996, Peggy Newman nhập khẩu phôi SAMM từ Nam Phi tạo bầy SAMM đầu tiên ở Canada. Trong năm 1999, Dwight và Gwendolyn Kitzan từ Nisland, Nam Dakota - Mỹ, nhập khẩu một trong phôi SAMM ram Newman 'và đã được phát triển các giống SAMM ở Mỹ sử dụng hàng đầu sản xuất SAMM Úc.

## Đặc điểm
Các con cừu SAMM đã được phát triển như một, khỏe mạnh, được hỏi giống mục đích kiêm dụng linh hoạt. Cừu cái có một bản năng làm mẹ tốt và sản lượng sữa cao. Cừu trưởng thành sẽ tăng lên đến khoảng 95 kg (209 lb) và cừu đực đến hơn 100 kg (220 lb). Cừu sẽ sản xuất 3,5 kg (7,7 lb) đến 4,5 kg (9,9 lb) vừa /len mạnh. Các len được phân loại riêng từ len chất lượng cao của cừu Merino, để tránh nguy cơ nhiễm bẩn sau này Các con cừu SAMM được nhân giống đặc biệt để tạo ra một con cừu giết mổ ở tuổi (35 kg (77 lb) ở 100 ngày tuổi).
Trán chúng phẳng, xương mũi lồi ra, chúng có hố nước mắt, mõm của chúng mỏng, môi hoạt động, răng cửa sắc, nhờ đó chúng có thể gặm được cỏ mọc thấp và bứt được những lá thân cây mềm mại, hợp khẩu vị trên cao để ăn. Chúng có thói quen đi kiếm ăn theo bầy đàn, tạo thành nhóm lớn trên đồng cỏ. Trong da chúng có nhiều tuyến mồ hôi và tuyến mỡ hơn dê. Bởi thế chúng bài tiết mồ hôi nhiều hơn và các cơ quan hô hấp tham gia tích cực hơn vào quá trình điều tiết nhiệt. Mô mỡ dưới da của chúng phát triển tốt hơn dê và ngược lại ở các cơ bên trong của chúng có ít tích lũy mỡ hơn dê. Chính vì vậy, thịt chúng nhiều nạc hơn thịt dê.

## Chăn nuôi
Chúng có tính bầy đàn cao nên dễ quản lý, chúng thường đi kiếm ăn theo đàn nên việc chăm sóc và quản lý rất thuận lợi. Chúng cũng là loài dễ nuôi, mau lớn, ít tốn công chăm sóc. So với chăn nuôi bò thì chúng là vật nuôi dễ tính hơn, thức ăn của chúng rất đa dạng, thức ăn của chúng là những loại không cạnh tranh với lương thực của người. Chúng là động vật có vú ăn rất nhiều cỏ.
Hầu hết chúng gặm cỏ và ăn các loại cỏ khô khác, tránh các phần thực vật có gỗ nhiều. Chúng có chế độ hoạt động ban ngày, ăn từ sáng đến tối, thỉnh thoảng dừng lại để nghỉ ngơi và nhai lại. Đồng cỏ lý tưởng cho chúng như cỏ và cây họ Đậu. Khác với thức ăn gia súc, thức ăn chính của chúng trong mùa đông là cỏ khô.
Chúng là loài ăn tạp, có thể ăn được nhiều loại thức ăn bao gồm thức ăn thô xanh các loại như: rơm cỏ tươi, khô, rau, củ quả bầu bí các loại, phế phụ phẩm công nông nghiệp và các loại thức ăn tinh bổ sung như cám gạo ngũ cốc. Mỗi ngày chúng có thể ăn được một lượng thức ăn 15-20% thể trọng. Chúng cần một lượng thức ăn tính theo vật chất khô bằng 3,5% thể trọng. Với nhu cầu 65% vật chất khô từ thức ăn thô xanh (0,91 kg) và 35% vật chất khô từ thức ăn tinh (0,49 kg). Khi cho chúng ăn loại thức ăn thô xanh chứa 20% vật chất khô và thức ăn tinh chứa 90% vật chất khô.
Nguồn nước uống là nhu cầu cơ bản của chúng. Lượng nước cần cho chúng biến động theo mùa và loại và chất lượng thực phẩm mà chúng tiêu thụ. Khi chúng ăn nhiều trong các tháng đầu tiên và có mưa (kể cả sương, khi chúng ăn vào sáng sớm), chúng cần ít nước hơn. Khi chúng ăn nhiều cỏ khô thì chúng cần nhiều nước. Chúng cũng cần uống nước sạch, và có thể không uống nếu nước có tảo hoặc chất cặn. Trong một số khẩu phần ăn của chúng cũng bao gồm các khoáng chất, hoặc trộn với lượng ít.

## Chăm sóc
Sau khi cho phối giống 16-17 ngày mà không có biểu hiện động dục lại là có thể cừu đã có chửa, Căn cứ vào ngày phối giống để chuẩn bị đỡ đẻ cho cừu (thời gian mang thai của cừu 146-150 ngày) nhằm hạn chế cừu sơ sinh bị chết; Có thể bồi dưỡng thêm thức ăn tinh và rau cỏ non cho cừu có chửa nhưng tuyệt đối tránh thức ăn hôi mốc; Khi có dấu hiệu sắp đẻ (bầu vú căng, xuống sữa, sụt mông, âm hộ sưng to, dịch nhờn chảy ra, cào bới sàn...) nên nhốt ở chuồng riêng có lót ổ rơm và chăn dắt gần, tránh đồi dốc.
Thông thường cừu mẹ nằm đẻ nhưng cũng có trường hợp đứng đẻ, tốt nhất nên chuẩn bị đỡ đẻ cho cừu; Sau khi đẻ cừu mẹ tự liếm cho con. Tuy nhiên, vẫn phải lấy khăn sạch lau khô cho cừu con, nhất là ở miệng và mũi cho cừu con dễ thở. Lấy chỉ sạch buộc cuống rốn (cách rốn 4–5 cm), cắt cuống rốn cho cừu con và dùng cồn Iod để sát trùng; Giúp cừu con sơ sinh đứng dậy bú sữa đầu càng sớm càng tốt (vì trong sữa đầu có nhiều kháng thể tự nhiên); Đẻ xong cho cừu mẹ uống nước thoải mái (có pha đường 1% hoặc muối 0.5%).
Cừu con trong 10 ngày đầu sau khi đẻ cừu con bú sữa mẹ tự do; Từ 11-21 ngày tuổi cừu con bú mẹ 3 lần/ngày, nên tập cho cừu con ăn thêm thức ăn tinh và cỏ non, ngon; 80-90 ngày tuổi có thể cai sữa. Giai đoạn này phải có cỏ tươi non, ngon cho cừu con để kích thích bộ máy tiêu hóa phát triển (đặc biệt là dạ cỏ) và bù đắp lượng dinh dưỡng thiếu hụt do sữa mẹ cung cấp không đủ; Cừu sinh trưởng và phát triển nhanh, mạnh ở giai đoạn này.